# Калёнов, Пётр Николаевич
Пётр Никола́евич Калёнов (28 декабря 1920, дер. Капчино, Череповецкая губерния — 26 июня 1996, станция Кононовка, Черкасская область) — участник Великой Отечественной войны, помощник командира взвода 179-й отдельной роты ранцевых огнемётов, гвардии старший сержант.

## Биография
Родился 28 декабря 1920 года в деревне Капчино (ныне — Кадуйского района Вологодской области) в семье кузнеца. Окончил 10 классов. В 1937 году окончил Шоборовскую школу-семилетку и пришёл работать в колхоз «Победа 2-я». С 1939 года, окончив годичные курсы ветеринарных фельдшеров в Кадуйской районной колхозной школе, работал фельдшером на Уйтинском ветучастке, обслуживавшем близлежащие колхозы.
В сентябре 1940 года был призван в Красную армию Кадуйским райвоенкоматом. Окончил полковую школу противотанковой артиллерии, получил звание сержанта. С началом войны стремился на фронт, но был направлен в запасной полк, где готовили артиллеристов для маршевых рот. Только весной 1942 года был направлен в действующую армию.
Воевал на Центральном, Южном, Северо-Кавказском и 4-м Украинском фронтах. Прошёл с отступающей частью Украину, участвовал в обороне Кавказа, в боях за Таманский полуостров. В составе 51-й армии форсировал реку Днепр, освобождал Карпаты, Польшу.
23 сентября 1944 года южнее населённого пункта Поляна гвардии старший сержант Калёнов, выдвинувшись во фланг отступающему противнику, огнём из ручного пулемёта истребил свыше 10 противников. В этом бою был тяжело ранен. Приказом по войскам 17-го гвардейского стрелкового корпуса от 31 октября 1944 года гвардии старший сержант Калёнов Пётр Николаевич награждён орденом Славы 3-й степени.
После госпиталя воевал в составе 179-й отдельной роты ранцевых огнемётов командиром отделения, помощником командира роты. 31 января 1945 года в бою при освобождении населённого пункта Липтовски-Градок гвардии старший сержант Калёнов первым ворвался на его окраину и, командуя отделением, поразил 2 пулемёта, до 10 противников. Был представлен к награждению орденом Красной Звезды. Приказом от 10 марта 1945 года гвардии старший сержант Калёнов Пётр Николаевич награждён орденом Славы 3-й степени.
19 апреля 1945 года в боях за населённый пункт Сухе-Лазце гвардии старший сержант Калёнов во время атаки одним из первых достиг расположения врага. Огнём из автомата уничтожил 12 противников и огнём из ранцевого огнемёта сжёг дзот с 2 тяжёлыми пулемётами. 22 апреля в бою за населённый пункт Скржипов в рукопашной схватке сразил 2 и взял в плен 4 вражеских солдат. Был представлен к ордену Красного Знамени. Приказом по войскам 60-й армии от 21 мая 1945 года гвардии старший сержант Калёнов Пётр Николаевич награждён орденом Славы 2-й степени.
В 1945 году гвардии старшина Калёнов был демобилизован. После демобилизации работал в одном из райвоенкоматов Станиславской области заведующим делопроизводством. Принимал активное участие в восстановлении колхозов на Западной Украине, в борьбе с украинскими националистами.
Указом Президиума Верховного Совета СССР от 20 декабря 1951 года в порядке перенаграждения Калёнов Пётр Николаевич награждён орденом Славы 1-й степени. Стал полным кавалером ордена Славы.
Позже переехал с женой на её родину, в Киевскую область, трудился шофёром. В октябре 1967 года вышел на пенсию по инвалидности. В последние годы проживал на станции Кононовка Драбовского района Черкасской области. Работал шофёром на Кононовском хлебоприёмном пункте. Умер 26 июня 1996 года.
Награждён орденами Отечественной войны 1-й степени, Славы 3-х степеней, медалями.